# Млаки (Кратовско)
Млаки (на македонска литературна норма: Млаки) е бивше село в североизточната част на Северна Македония.

## География
Селото е било разположено на територията на днешната община Кратово, в Осогово, северно от град Кратово в южното подножие на Осогово. Състои се от две махали – Горно Млаки и Долно Млаки. Двете махали са броени към Горно Кратово.

## История
В XIX век Млаки е малко българско село в Кратовската каза на Османската империя. Според статистиката на Васил Кънчов („Македония. Етнография и статистика“) от 1900 година Млаки има 60 жители, всички българи християни.

## Личности
Родени в Млаки
- Коле Трайков, български революционер, деец на ВМОРО, действал в 1914 година в Кратовско[3]